# Ilhuícatl-Teotlatláuhco

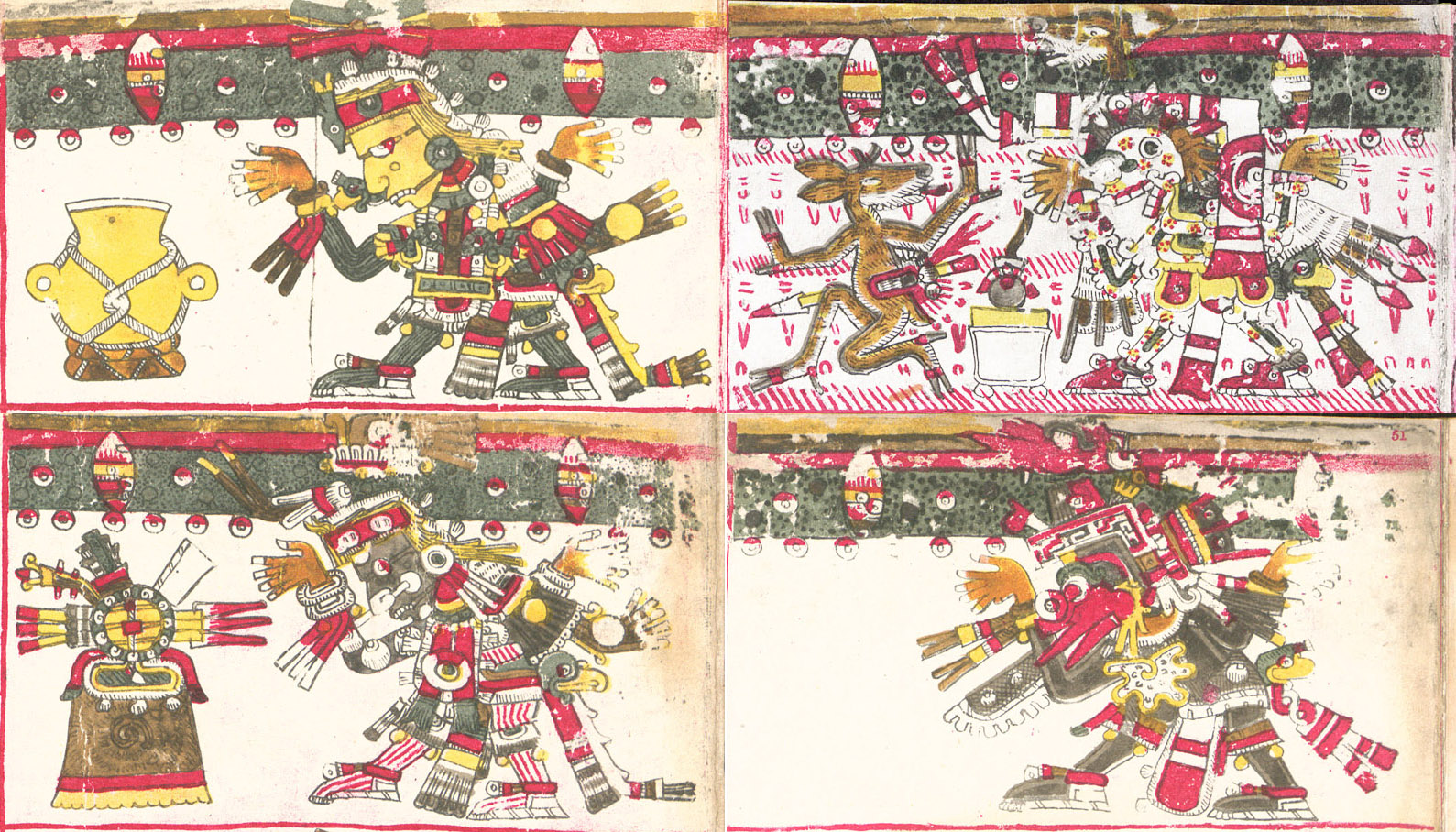
Los cuatro puntos cardinales o reinos del universo horizontal descritos en el Códice Borgia según la Cosmogonía mexica.

Ilhuícatl-Teotlatláuhco (del náhuatl: ilhuicatl-teotlatlauhco ‘el cielo donde (está) el dios rojo’‘ilhuicatl, cielo; teotl, dios; tlatlauhqui, rojo; co, lugar’) en la mitología mexica es el undécimo estrato celeste del universo vertical según la Cosmogonía mexica, es la región roja, es el sitio donde mora del dios rojo, Xiuhtecuhtli y su cónyuge Chantico, diosa del hogar y de los volcanes, es el cielo rojo lleno de rayos de luz, para expresar que la primera creación del mundo fue el fuego terrenal; el cielo de los dioses ígneos, Xiuhiztacuhqui, dios del fuego blanco; Xiuhtlatlauhqui, dios del fuego rojo; Xiuhcozauhqui, dios del fuego amarillo y Xiuhxoxoauhqui, dios del fuego azul.